# Cova d'en Joan
La Cova d'en Joan és un jaciment arqueològic de Vilassar de Dalt (el Maresme) a tocar del de Cabrils, situat al Parc de la Serralada Litoral, declarat bé cultural d'interès local.

## Accès
Sortint dels Recers, baixant uns 35 metres de distància i 10 de desnivell en direcció sud-est. L'entrada és molt baixa i orientada a l'est. Coordenades: x=445315 y=4597804 z=393. UTM: 31 N - 445223- 4597608.

## Història
Es tracta d'una cova d'inhumació col·lectiva descoberta el 1978 per Joan Pujol i excavada per la Secció Arqueològica del Museu de Vilassar de Dalt.
És un jaciment funerari prehistòric que combina l'abric natural amb estructures creades per l'home. La formen bàsicament dos grans blocs granítics que deixen una entrada de poca altura i que es va trobar tancada amb una paret de pedres. El lateral sud de la cavitat tenia també un tancament fet amb una llosa i a continuació d'aquesta un mur de pedres que es perllongava en arc cap a l'oest.
S'hi van trobar les restes de tres individus: dos adults i un infant, en posició fetal sobre el seu costat dret i el crani oriental cap al sud-oest. L'aixovar funerari estava compost per un petit bol de parets llises, dues plaquetes, dues làmines-ganivet de sílex i diverses puntes de sageta. A l'exterior de la cova s'hi va trobar la peça més important de totes: Una petita destral de basalt de 50 x 67 mm. Aquest material se situa cap al Neolític Final i el Calcolític. Ha estat objecte de prospeccions per part de Mireia Pedro Pasqual (UB) dins del projecte d'investigació Plistocé superior i Holocé a Catalunya. Gaudeix de la condició de bé cultural d'interès local (BCIL) per part de l'Ajuntament de Vilassar de Dalt.